# Greger Byner

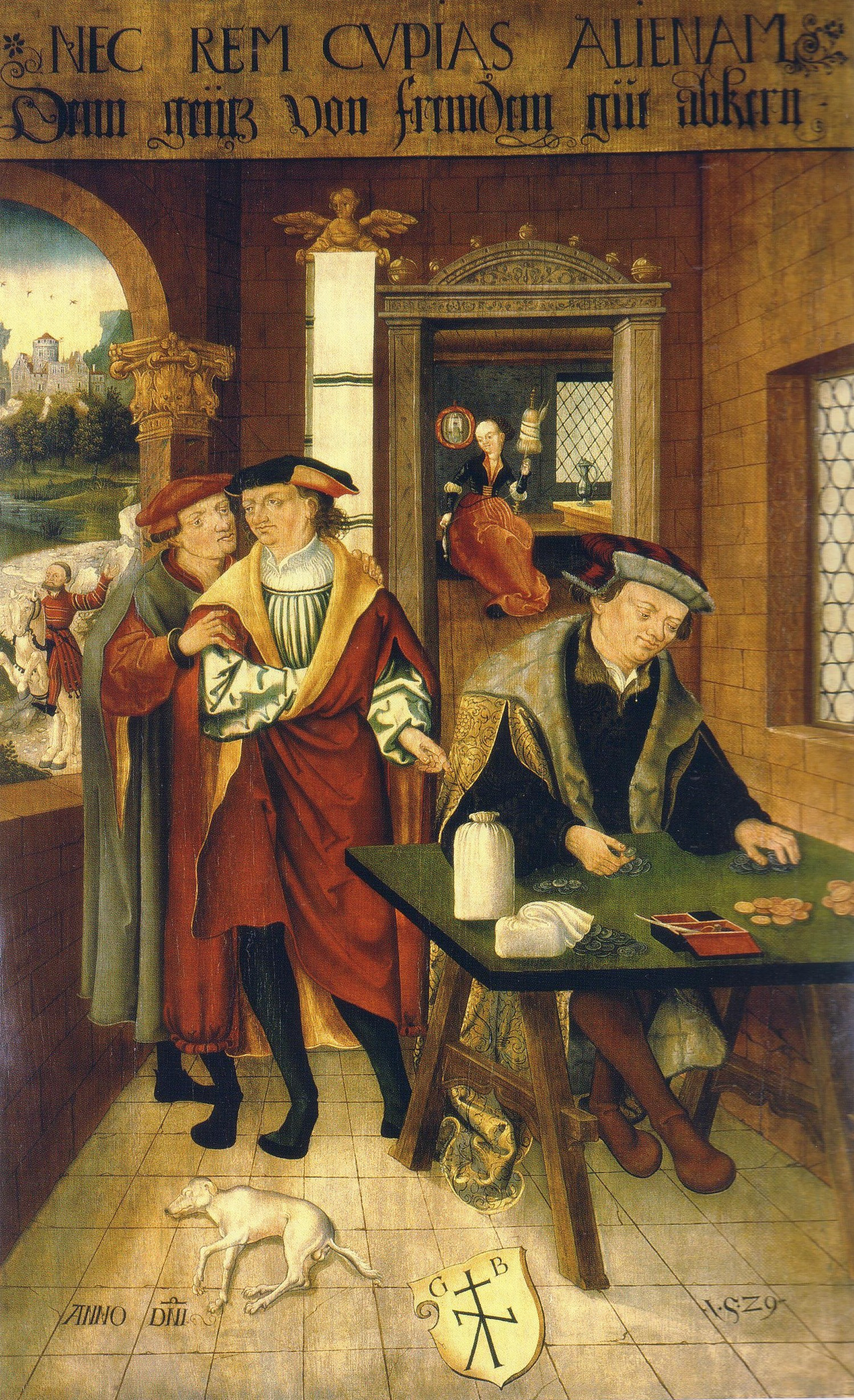
Die zehnte Gebotstafel aus dem Bilderzyklus Hans des Malers

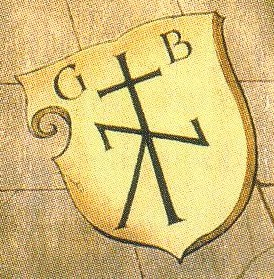
Wappen des Bürgermeisters Greger Byner (Ausschnitt)

Greger (Gregor) Byner (auch Byener, Gregorius Schneider) war im 16. Jahrhundert ein Dresdner Ratsherr und Bürgermeister.

## Leben

### Herkunft
Über Byners Herkunft ist nichts bekannt. Offensichtlich stammte er jedoch nicht aus Dresden, da er laut einer im Ratsarchiv vorliegenden Kämmereirechnung erst 1499 gegen die Zahlung von 59 Groschen das Bürgerrecht erwarb. Beruflich war er als Schneider tätig. Mitglieder der Familie sind jedoch bereits ab 1437 in Dresden nachweisbar. Aus dieser stammt auch der spätere Bürgermeister Peter Byner, der zwischen 1528 und 1549 Mitglied des Rates war.

### Wirken als Ratsherr und Bürgermeister
Ab 1507 gehörte Greger Byner dem Rat an und war dort als Pfannenherr zunächst für die Vergabe der ratseigenen Braupfannen an die brauberechtigten Bürger und die dafür an die Stadt zu zahlenden Gebühren verantwortlich. Der Erlös des Pfannenamtes wurde für die Anschaffung neuer Braugerätschaften verwendet bzw. kam dem Maternihospital zugute. 1514 übernahm er zusätzlich die Leitung des Bauamtes.
1518 wurde Byner erstmals zum regierenden Bürgermeister gewählt. Die Übernahme dieses Amtes wurde vom Landesherren Georg dem Bärtigen, der sich einen anderen Kandidaten gewünscht hatte, zunächst nur unter Vorbehalt genehmigt, letztlich jedoch bestätigt. Entsprechend der geltenden Ratsordnung von 1470 blieb Byner im üblichen Drei-Jahres-Rhythmus bis 1539 im Amt. 1540 ist er letztmals im Ratsverzeichnis erwähnt.

### Tätigkeit als Brückenmeister
Von 1524 bis 1539 war Greger Byner als Nachfolger von Donat Conrad Brückenmeister. Das Brückenamt war eng mit der Kreuzkirche verbunden und erhielt erhebliche Einkünfte durch Grundbesitz, aber auch durch Stiftungen und Ablasszahlungen. Diese wurden zum Erhalt der steinernen Elbbrücke verwendet bzw. kamen der Erhaltung und Ausstattung der Kreuzkirche zugute. Während Byners Amtszeit erfolgten umfassende Um- und Erneuerungsarbeiten an der Brücke. Eine Brückenamtsrechnung aus dem Jahr 1534 belegt unter anderem den Abriss und Neubau des Brückenzollhauses auf Neudresdner (Altstädter) Seite sowie die Errichtung eines neuen Torhauses auf der Altendresdner Seite.

### Byner und die zehn Gebotstafeln Hans des Malers
Maßgeblich auf Byners Einflussnahme gehen die zehn Gebotstafeln eines unter dem Namen Hans der Maler bekannten Künstlers zurück, die zu den bedeutendsten Kunstwerken der frühen Renaissance in Dresden gehören. Der Dresdner Gebotszyklus entstand 1528/29 und war einst Teil der Ausstattung der Kreuzkirche. Eine Brückenamtsrechnung aus dieser Zeit belegt die Beauftragung des Künstlers, der vermutlich ein Schüler Lucas Cranachs war. Hans der Maler erhielt für seine Arbeit 9 Schock und 27 Groschen aus dem Vermögen des Brückenamtes. Auftraggeber waren der damalige Pfarrer der Kreuzkirche Petrus Eisenberg sowie Bürgermeister Greger Byner. Die zehnte und letzte Gebotstafel zeigt dabei am unteren Bildrand Greger Byners Initialen G B sowie das Hauswappen der Familie. Da das Symbol auch an der Straßburger Steinmetzhaupthütte zu finden ist, waren Byners Vorfahren vermutlich Steinmetze.
Die Gebotstafeln wurden noch während Byners Amtszeit 1539 mit Einführung der Reformation entfernt und befinden sich heute im Stadtmuseum Dresden.